# 48:13
48:13 je páté studiové album britské rockové skupiny Kasabian. Album produkoval zpěvák kapely Sergio Pizzorno. Vyšlo 6. června 2014. Jedná se o první album, které vyšlo pod společností Columbia Records.

## Pozadí alba a ohlasy
Album je pojmenováno podle celkové délky trvání. Členové se při tvorbě alba inspirovali tvůrci jako jsou Kanye West, Joe Strummer, Nirvana, Death Grips, Led Zeppelin, Rage Against the Machine a Beastie Boys.
Album získalo od kritiků smíšené recenze. Rozcházeli se v názoru na nový elektronický směr hudby. Rovněž byly kritizovány texty písní.
Během prvního týdne po vydání se album umístilo na prvním místě žebříčku UK Albums Chart. Jedná se o čtvrté album skupiny, kterému se to podařilo.
Píseň „Stevie“ se objevila ve fotbalové videohře FIFA 15.

## Seznam skladeb
| Pořadí         | Název          | Délka |
| -------------- | -------------- | ----- |
| 1.             | „(Shiva)“      | 1:07  |
| 2.             | „Bumblebeee“   | 4:01  |
| 3.             | „Stevie“       | 4:45  |
| 4.             | „(Mortis)“     | 0:48  |
| 5.             | „Doomsday“     | 3:40  |
| 6.             | „Treat“        | 6:53  |
| 7.             | „Glass“        | 4:48  |
| 8.             | „Explodes“     | 4:18  |
| 9.             | „(Levitation)“ | 1:19  |
| 10.            | „Clouds“       | 4:45  |
| 11.            | „Eez-eh“       | 3:00  |
| 12.            | „Bow“          | 4:27  |
| 13.            | „S.P.S.“       | 4:22  |
| Celková délka: | Celková délka: | 48:13 |

## Obsazení
Kasabian
- Tom Meighan – zpěv
- Sergio Pizzorno – zpěv, kytara, syntezátory, programování
- Chris Edwards – basová kytara
- Ian Matthews – bicí, perkuse

Ostatní hudebníci
- Tim Carter – kytara, programování, bicí
- Wilf Dillon[9]
- Ben Kealey – wurlitzer, klavír
- Gary Alesbrook – trubka
- Trevor Mires – pozoun
- Andrew Kinsman – saxofon
- Suli Breaks – vokály
- London Metropolitan Orchestra